# Elgin-Ouest
Pour les articles homonymes, voir Elgin.
Circonscription électorale fédérale du Canada
Elgin-Ouest ((en) Elgin West) est une circonscription électorale fédérale de l'Ontario, représentée de 1867 à 1935.
C'est l'Acte de l'Amérique du Nord britannique de 1867 qui divise le comté d'Elgin en deux districts électoraux, Elgin-Est et Elgin-Ouest. Abolie en 1933, elle est incorporée à la circonscription d'Elgin.

## Géographie
En 1882, la circonscription d'Elgin-Est comprenait:
- Les cantons de Southwold (en), Dunwich, Alboro, Orford et Howard

En 1924, elle comprenait:
- Le comté d'Elgin, excluant les cantons de Malahide (en) et de Bayham
- La cité de St. Thomas

## Députés
| Législature                         | Années    | Député                 | Député              | Parti        |
| ----------------------------------- | --------- | ---------------------- | ------------------- | ------------ |
| Elgin-Ouest                         |           |                        |                     |              |
| 1re                                 | 1867–1872 |                        | John H. Munroe      | Conservateur |
| 2e                                  | 1872–1874 |                        | George Elliot Casey | Libéral      |
| 3e                                  | 1874–1878 |                        | George Elliot Casey | Libéral      |
| 4e                                  | 1878–1882 |                        | George Elliot Casey | Libéral      |
| 5e                                  | 1882–1887 |                        | George Elliot Casey | Libéral      |
| 6e                                  | 1887–1891 |                        | George Elliot Casey | Libéral      |
| 7e                                  | 1891–1896 |                        | George Elliot Casey | Libéral      |
| 8e                                  | 1896–1900 |                        | George Elliot Casey | Libéral      |
| 9e                                  | 1900–1904 |                        | Jabel Robinson      | Indépendant  |
| 10e                                 | 1904–1908 |                        | William Jackson     | Conservateur |
| 11e                                 | 1908–1911 | Thomas Wilson Crothers |                     | Conservateur |
| 12e                                 | 1911–1917 | Thomas Wilson Crothers |                     | Conservateur |
| 13e                                 | 1917–1921 | Thomas Wilson Crothers | Unioniste           |              |
| 14e                                 | 1921–1925 | Hugh Charles McKillop  | Conservateur        |              |
| 15e                                 | 1925–1926 | Hugh Charles McKillop  | Conservateur        |              |
| 16e                                 | 1926–1930 |                        | Mitchell Hepburn    | Libéral      |
| 17e                                 | 1930–1930 |                        | Mitchell Hepburn    | Libéral      |
| 17e                                 | 1934-1935 | Wilson Henry Mills     |                     | Libéral      |
| Circonscription dissoute dans Elgin |           |                        |                     |              |